# Sofía Tartilán
Sofía Tartilán, död 1888, var en spansk redaktör.
Hon var redaktör för tidningen La Ilustración de la Mujer, och är känd för den kampanj hon drev genom föreningen “La Estrella de los pobres”, där inkomster från hennes tidningen gick till att grunda skolor för fattiga flickor. 